# Американское военное правительство в Корее
Американское военное правительство в Корее (англ. United States Army Military Government in Korea), также известное как USAMGIK и Американская зона оккупации Кореи— первый официальный руководящий орган в южной части Корейского полуострова в период с 8 сентября 1945 года по 15 августа 1948 года. В течение этого периода были заложены основы современной политической системы Южной Кореи.

## Предыстория
С 1910 года Корея была частью Японской империи; в 1919 году ряд корейских националистов создали в Шанхае Временное правительство Кореи.
Когда 8 августа 1945 года СССР вступил в войну против Японии, то японским властям в Корее стала угрожать серьёзная опасность, и первоочередной задачей для них стало создание переходного правительства, которое обеспечило бы им беспрепятственный уход. Левый националист Ё Ун Хён утром 15 августа согласился на японское предложение возглавить переходную администрацию. 6 сентября 1945 года была провозглашена Корейская Народная Республика.
В соответствии с межсоюзническими соглашениями Корейский полуостров южнее 38-й параллели должны были оккупировать американские войска. 20 августа с американских бомбардировщиков были сброшены листовки, подписанные генералом Альбертом Ведемейером, о том, что американцы скоро придут, а до их прибытия власть остаётся в руках японцев.
Задача оккупации Кореи и принятие капитуляции японских войск на её территории была возложена на 24-й армейский корпус, которым командовал генерал-лейтенант Дж. Ходж. 27 августа 1945 он был назначен командующим армией США в Корее  (U.S. Army Forces in Korea (USAFIK)).
4 сентября 1945 на аэродроме Кимпхо в районе Сеула высадилась передовая группа 24-го армейского корпуса.
7 сентября генерал Д. Макартур обратился к населению Кореи с воззванием о том, что вся власть к югу от 38-й параллели будет осуществляться под его руководством, а неподчинение приказам американских войск и японской колониальной администрации будет караться вплоть до смертной казни. 8-9 сентября 1945 года в Инчхоне высадилась 7-я пехотной дивизия 24-го корпуса.
Командир этой дивизии Арчибальд Арнольд и возглавил военное правительство США в южной Корее (USAMGIK), задачей которого было ведение всех внутренних дел до тех пор, пока не будут проведены выборы, и корейский народ не обретёт самоопределение.
11 сентября 1945 года органы военной администрации США начали работу.

## Функционирование администрации

### Первые месяцы

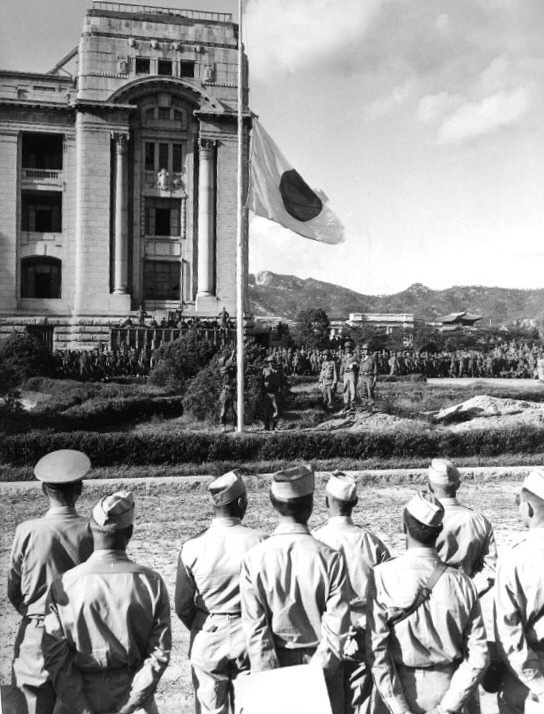
Капитуляция японских войск в южной Корее (Сеул, 9 сентября 1945)

Не имевший профессионального военного образования Ходж выдвинулся во время битвы за Окинаву. Основной причиной его переброски в Корею было то, что его бригада находилась ближе всего. Оказавшись на посту губернатора, Ходж не имел никаких планов или идей относительно того, что он должен делать в Корее, и просто старательно выполнял инструкции, требовавшие от него установить свой порядок и не признавать никаких самопровозглашённых корейских правительств. Не признав Корейскую Народную Республику, американцы стремились управлять сами, опираясь скорее на структуры, созданные японцами.
После объявления 15 августа 1945 года императором Хирохито о принятии Японией условий капитуляции все японские войска и другие вооружённые формирования Японской империи должны были сдать оружие войскам стран Антигитлеровской коалиции и быть расформированы (в соответствии с отправленным 17-18 августа 1945 года из Токио в войска "общим приказом № 1" вооружённое сопротивление войск на Японских островах и японского военно-морского флота должно было быть прекращено с 22 августа 1945 года, сухопутных войск вне Японии - с 25 августа 1945 года). Тем не менее, на Корейском полуострове южнее 38-й параллели (на территории, которая являлась зоной ответственности США) японская колониальная администрация продолжала действовать, а японские войска, жандармерия и полиция не были разоружены до 3 октября 1945 года с разрешения военного командования США. 3 октября 1945 года японский губернатор Н. Абэ был снят с должности, после чего американцы объявили свою администрацию правопреемником японской.
Из-за того, что американское руководство оказалось неготовым к управлению Кореей (единственный знакомый с корейским языком майор из штаба говорил недостаточно бегло, чтобы принимать участие в переговорах), американцы стали зависимыми от корпуса переводчиков из числа немногочисленной прослойки корейцев, получивших образование на Западе и знающих английский. С учётом того, что количество корейцев, знающих английский язык, было невелико, такие переводчики часто оказывались в роли «серых кардиналов» и могли манипулировать своими хозяевами, подавая им материалы и интерпретируя события так, как считали нужным, преследуя собственные цели.
На момент освобождения Кореи там проживало порядка 700 тысяч японцев, однако они вскоре покинули страну, что лишило её большей части специалистов — как клерков, так и инженеров. Корея начала испытывать острую нужду в административных кадрах. На территории Кореи не было каких-либо развитых государственных и общественных структур. Профессионально управлять страной было некому. Усугубляло положение и то, что к моменту освобождения корейские рабочие и служащие составляли 3 % населения страны, а американцы тоже не имели компетентных специалистов. Единственные имеющиеся специалисты принадлежали к сотрудникам прежнего японского колониального аппарата, но Ходж, полагавший, что «японцы и корейцы сделаны из одного теста», не видел проблем в их использовании. Это сразу привело к социальному напряжению. Ситуация, когда положение на низовом уровне практически не изменилось, не воспринималось массами как освобождение, произошедшее в полной мере. В результате уже 15 сентября 1945 года Меррел Беннингхофф (политический советник Ходжа по линии Госдепартамента) в своих отчётах в Вашингтон описывал Корею как пороховой погреб, который может взорваться от малейшей искры.
Острым вопросом на Юге был вопрос о собственности. Если власти Севера провели земельную реформу, а также национализировали бывшую японскую собственность, то Американская военная администрация в ноябре-декабре 1945 года объявила себя владельцем всей без исключения бывшей японской собственности на Юге. Если японская администрация нуждалась в корейском рисе, то американская администрация наоборот стремилась реализовать в Корее излишки риса из США, и не видела необходимости в аграрных реформах.
В поисках человека, на которого можно было бы опереться, американцы в конце концов остановились на Ли Сын Мане. 16 октября 1945 года он прилетел в Сеул на личном самолёте МакАртура и был представлен Ходжем Южной Корее с большой помпой, что сразу же дало понять населению, кого поддерживают американские власти.
18 октября 1945 года военная администрация издала приказ, запрещавший проводить митинги и демонстрации без специального разрешения, а приказ от 30 октября 1945 года обязывал все газеты и другие органы печати испрашивать специальное разрешение на право публикации. 12 декабря 1945 года Ходж окончательно объявил войну Корейской Народной Республике, стараясь уничтожить все созданные ею структуры на местах, в первую очередь — Народные комитеты. Военные власти опубликовали официальное заявление об их роспуске. 19 декабря американская военная полиция совместно с корейскими террористами совершила налёт на помещение Народного комитета в Сеуле. Все документы были захвачены или уничтожены, находившиеся в помещении сотрудники и члены Народного комитета были избиты. Расправа с народными комитетами, с деятелями коммунистических организаций началась и на местах.

### Московское совещание

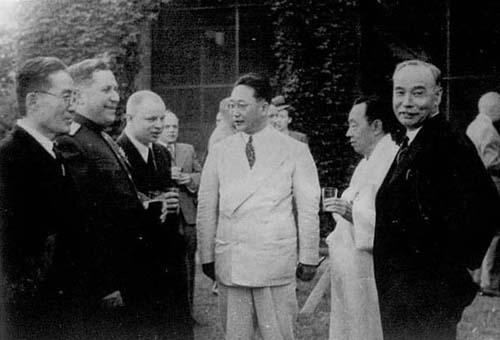
Ё Ун Хён с членами советской и американской делегаций

Скорость разгрома Японии и быстрота оккупации Кореи оказались неожиданными для всех участников Второй мировой войны, и ни одна из стран-победительниц не имела к этому моменту программы послевоенного устройства Кореи. Решению этой проблемы, среди прочих вопросов, было посвящено Московское совещание министров иностранных дел США, Великобритании и Советского Союза, состоявшееся 16 - 26 декабря 1945 года и призванное окончательно определить статус страны. Резолюция совещания состояла из четырёх пунктов:
1. в целях восстановления Кореи как независимого государства, основанного на принципах демократии, создаётся Временное корейское демократическое правительство (ВКДП);
2. для оказания содействия образованию Временного правительства и для предварительной разработки соответствующих мероприятий создать совместную комиссию из представителей командования американских войск в Южной Корее и командования советских войск в Северной Корее. Комиссия должна при выработке своих предложений консультироваться с корейскими демократическими партиями и общественными организациями;
3. совместной комиссии поручается с участием ВКДП и с привлечением корейских демократических организаций разработать меры помощи и содействия (опека) политическому, экономическому и социальному прогрессу корейского народа;
4. для рассмотрения срочных вопросов созвать в двухнедельный срок совещание из представителей американского и советского командования в Корее.

В связи с тем, что корейцы желали немедленной независимости безо всякой опеки, а также тем, что при переводе слова «опека» на корейский язык была использована та же терминология, которая применялась японцами для обозначения протектората, итоги Московского совещания были негативно восприняты в Корее. Против опеки выступали все, кроме коммунистов, которые поддерживали решение Москвы. В результате произошло размежевание Ли Сын Мана и коммунистов юга (которые ранее считали его вполне подходящим претендентом на роль национального лидера).

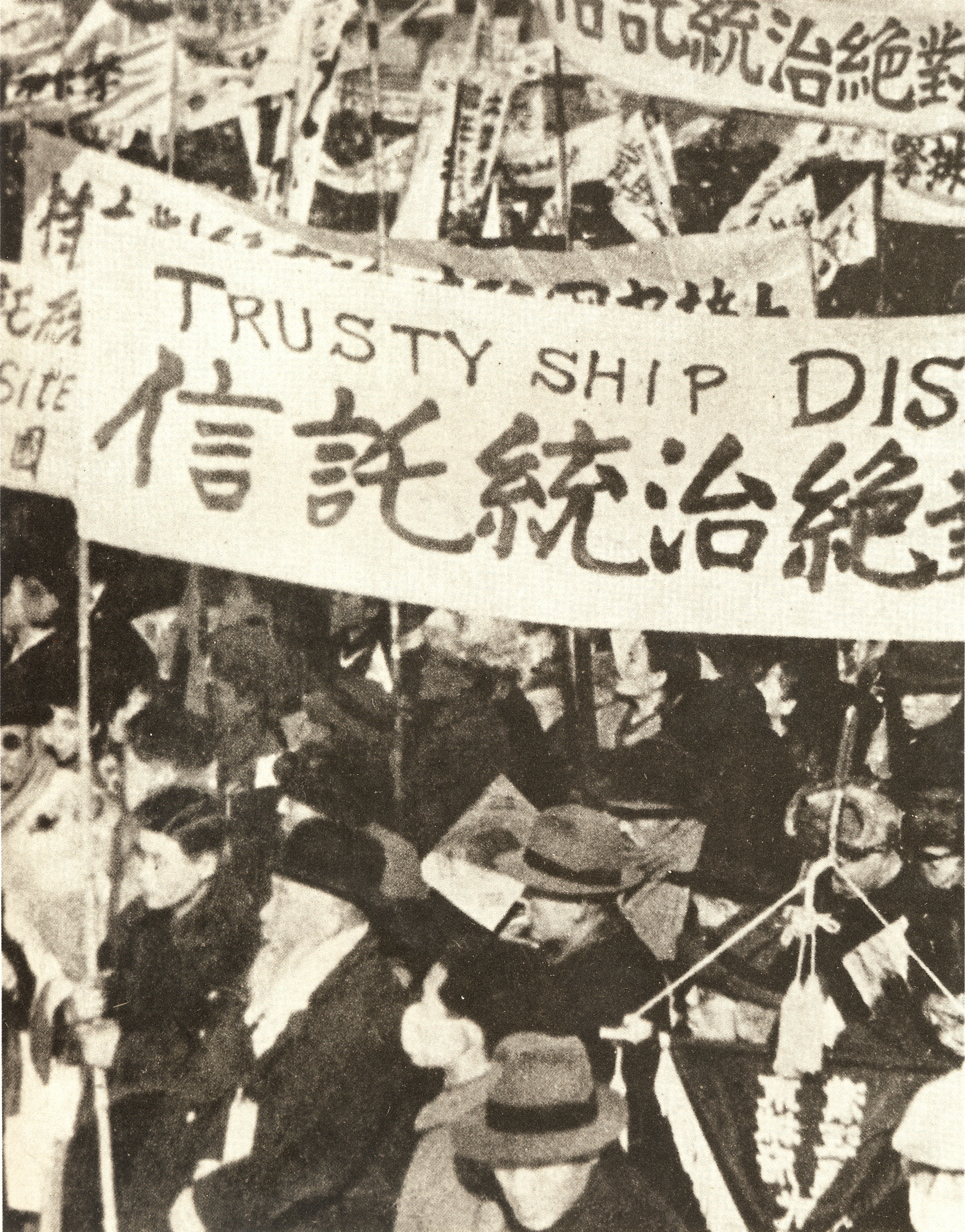
Демонстрация против решений Московского совещания

Правые силы во главе с Ли Сын Маном и Ким Гу, который 28 декабря возглавил «Комитет по борьбе с опекой», начали движение против режима опеки, однако при этом Ли Сын Ман выступал за скорейшее создание, хотя бы в Южной Корее, независимого правительства, а Ким Гу — за создание объединённого правительства Севера и Юга.
31 декабря 1945 года, когда организованное по инициативе Ким Гу движение по борьбе с опекой достигло пика своего развития, американские военные власти потребовали прекратить беспорядки. В ответ на состоявшемся в тот день многотысячном митинге организаторы призвали корейский народ к всеобщей забастовке в знак своего несогласия с решением по опеке. Корейские сотрудники военной администрации, служащие почты, городского управления отказались выйти на работу. Американская администрация сочла это «попыткой государственного переворота». В первый день 1946 года Ходж вызвал Ким Гу и заявил, что в случае попытки его предать, он уничтожит Ким Гу, который в ответ пригрозил совершить самоубийство прямо здесь и сейчас. Тем не менее, после встречи с Ходжем Ким Гу был вынужден выступить по радио с призывом о прекращении забастовки.
Вскоре стало окончательно ясно, что опека не поддерживается почти никем, кроме левых. Воспользовавшись этим, Ходж встретился с представителями правых кругов и уведомил их о том, что от идеи опеки можно будет отказаться, если правые будут безоговорочно поддерживать политику Соединённых Штатов.

### 1946 год
В результате того, что Американская администрация пассивно реагировала на проблемы, волнующие корейский народ, и занималась в основном текущими вопросами, на Юге нарастало напряжение. В результате разрухи в экономике половина рабочих осталась без работы. Страну наводнили беженцы с Севера, а также 1,8 миллионов репатриантов из Японии. 25 января 1946 года крестьянам была запрещена свободная продажа риса, а официальные закупочные цены не покрывали даже издержек производства. Это способствовало резкому росту криминала, развитию чёрного рынка, разграблению принадлежащей японцам собственности настолько, что открытое письмо представителей общественности генералу Ходжу от 31 августа 1946 года называло ситуацию худшей, чем та, которая была при японцах.
Созданная ещё в октябре 1945 года была создана Палата советников из 11 человек, в феврале 1946 года была преобразована в Совет Демократических Представителей (в качестве организации советников при Американском военном правительстве).

## Образование государства на юге Кореи
Ли Сын Ман и его сторонники противостояли любым попыткам налаживания диалога с Севером и  взяли курс на создание в американской зоне самостоятельного корейского государства, озвучив эту идею 3 июня 1946 года в уезде Чонып.  Поначалу, однако, американцы не приняли это предложение, и в декабре 1946 года Ли Сын Ман отправился в США убеждать американское правительство в своей правоте. Там он пробыл до апреля 1947 года и вернулся, добившись успеха, ибо как раз в это время Америка сделала поворот в сторону холодной войны. 12 марта 1947 года  президент США Гарри Трумэн объявил, что в борьбе против угрозы коммунизма США будут оказывать помощь всем свободным народам.
12 декабря 1946 года американская администрация заменила Совет Демократических Представителей  на Внутреннюю Законодательную Ассамблею Южной Кореи, используя её как своего рода «Учредительное Собрание» в качестве временного парламента (по аналогии с Временным Народным Комитетом на Севере); её председателем стал Ким Гю Сик. Вслед за этим 5 февраля 1947 года американская военная администрация назначила Ан Чжэ Хона главой гражданской администрации, а 17 мая сформировала так называемое Внутреннее (в ином переводе временное) Правительство Южной Кореи. Всё это стимулировало появление в американской печати материалов об особой миссии США, призванной помочь не подготовленному к независимости народу осуществить на практике наилучший образец демократии.
1 марта 1948 года американская военная администрация объявила, что всеобщие парламентские выборы в Корее состоятся 9—10 ноября 1948 года. 10 мая 1948 года, несмотря на противодействие левых сил, в Южной Корее состоялись выборы в Конституционное собрание, которое 17 июля 1948 года обнародовало новую конституцию страны, провозгласившую 15 августа рождение Республики Корея. Первым президентом Республики Корея был избран Ли Сын Ман.